# Station Warszawa Salomea
Station Warszawa Salomea is een spoorwegstation in het stadsdeel Włochy in de Poolse hoofdstad Warschau.